# Abrahamsberg
Abrahamsberg est un quartier du district de Bromma à Stockholm en Suède,.

## Description
Abrahamsberg est un quartier de Västerort. 
Abrahamsberg est limitrophe des quartiers de Riksby, Stora Mossen, Ålsten, Olovslund et Åkeslund. 
Abrahamsberg est l'une des plus grandes zones résidentielles de maisons individuelles à plusieurs étages de Stockholm.
En raison de ses bâtiments en briques jaunes, le quartier est parfois appelé « la ville jaune ».
Le quartier a été formé en 1938 en le séparant du quartier de Stora Mossen.
Des façades en brique jaune ont été prescrites pour le quartier, contrairement au district voisin d'Åkeslund où les maisons sont en brique rouge, et que les maisons doivent être construites avec des murs en pierre de 1½ pour maintenir une haute qualité et offrir un logement chaleureux. La plupart des logements disposent de deux pièces et d'une cuisine, mais des appartements plus grands ont également été construits, ce qui a conduit à une population mixte avec à la fois des ouvriers et des employés. Dans les années 1990, les bâtiments les plus anciens ont été complétés par quelques nouvelles maisons et en 1999, une nouvelle station de métro a été construite après la démolition de la station d'origine.
Aujourd'hui, Abrahamsberg est désigné comme particulièrement précieux sur le plan culturel et historique dans le plan général de Stockholm. Selon le Musée municipal de Stockholm, il s'agit de la zone de maisons étroites la mieux préservée de Stockholm, avec une uniformité et un degré de préservation du plan de la ville et des bâtiments individuels probablement sans précédent parmi les quartiers de maisons étroites de Stockholm.
L'église d'Abrahamsberg à Bävervägen 45 a été inaugurée en 1955 et rénovée en 1990. L'architecte était Bengt Romare.

## Transports
Abrahamsberg se trouve à côté de la station de métro Abrahamsberg de la ligne T17 du métro de Stockholm, qui se trouve cependant dans le quartier de Riksby.

## Galerie

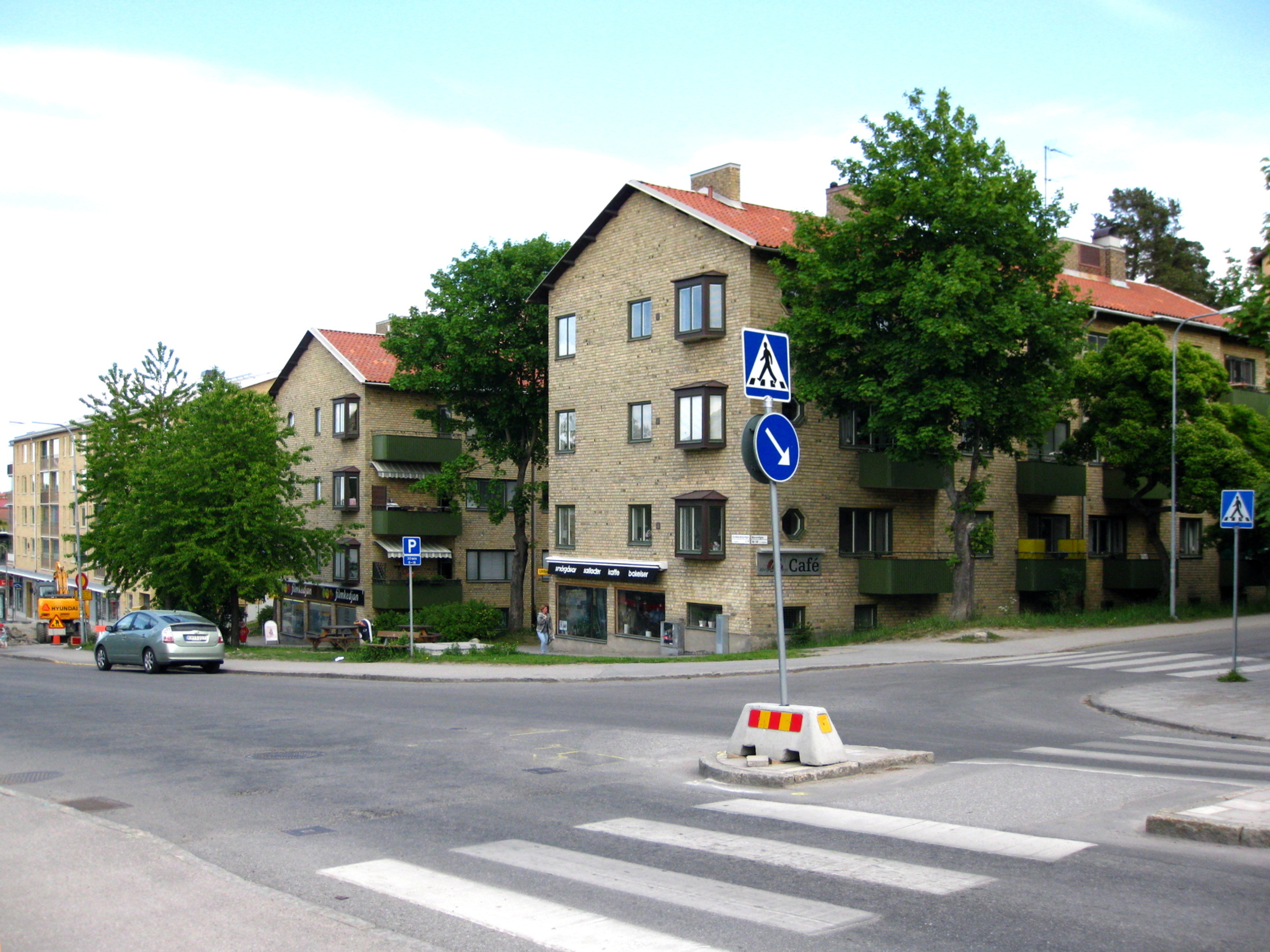
Les maisons d'Abrahamsberg construites vers 1939.
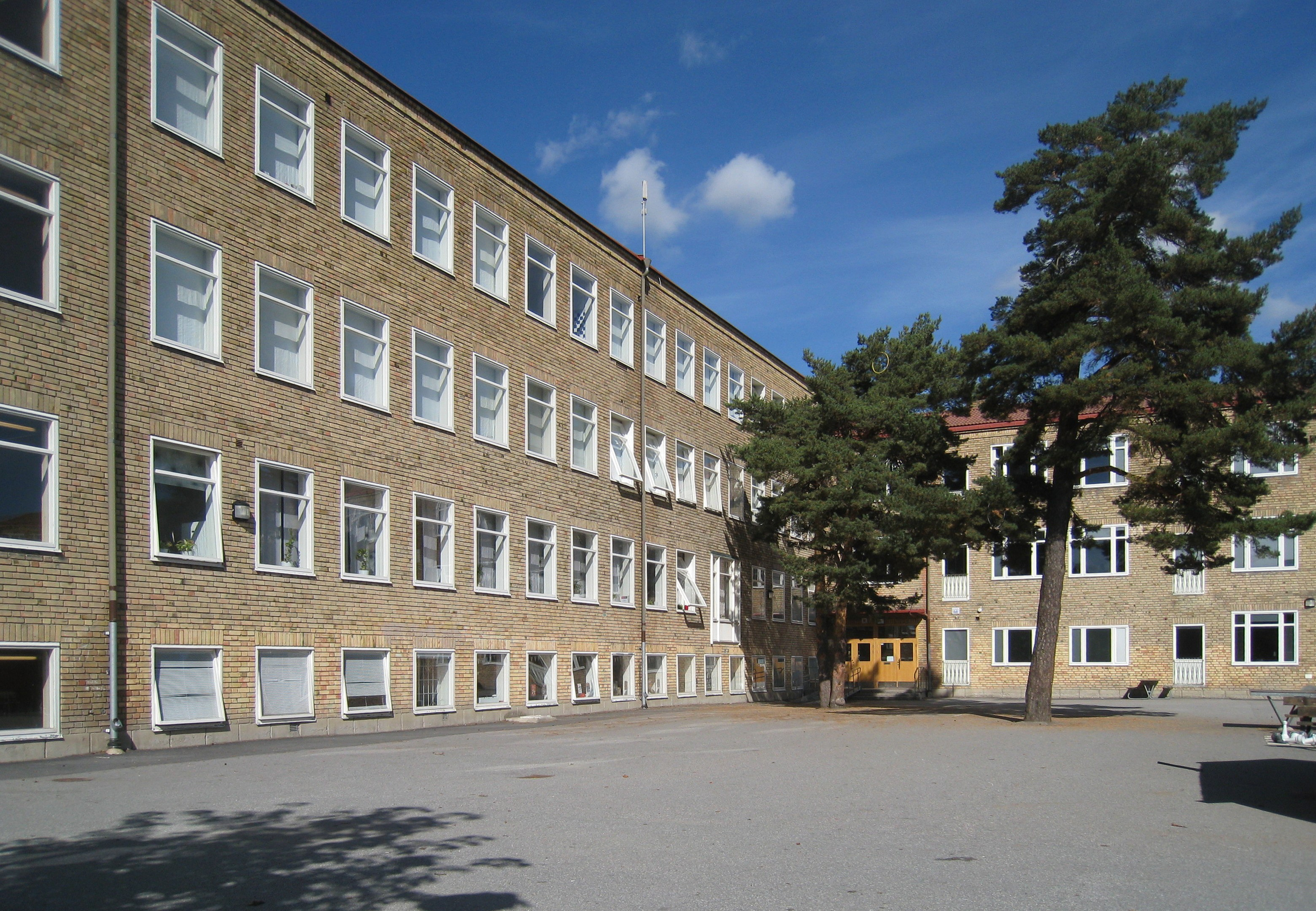
École d'Abrahamsberg.
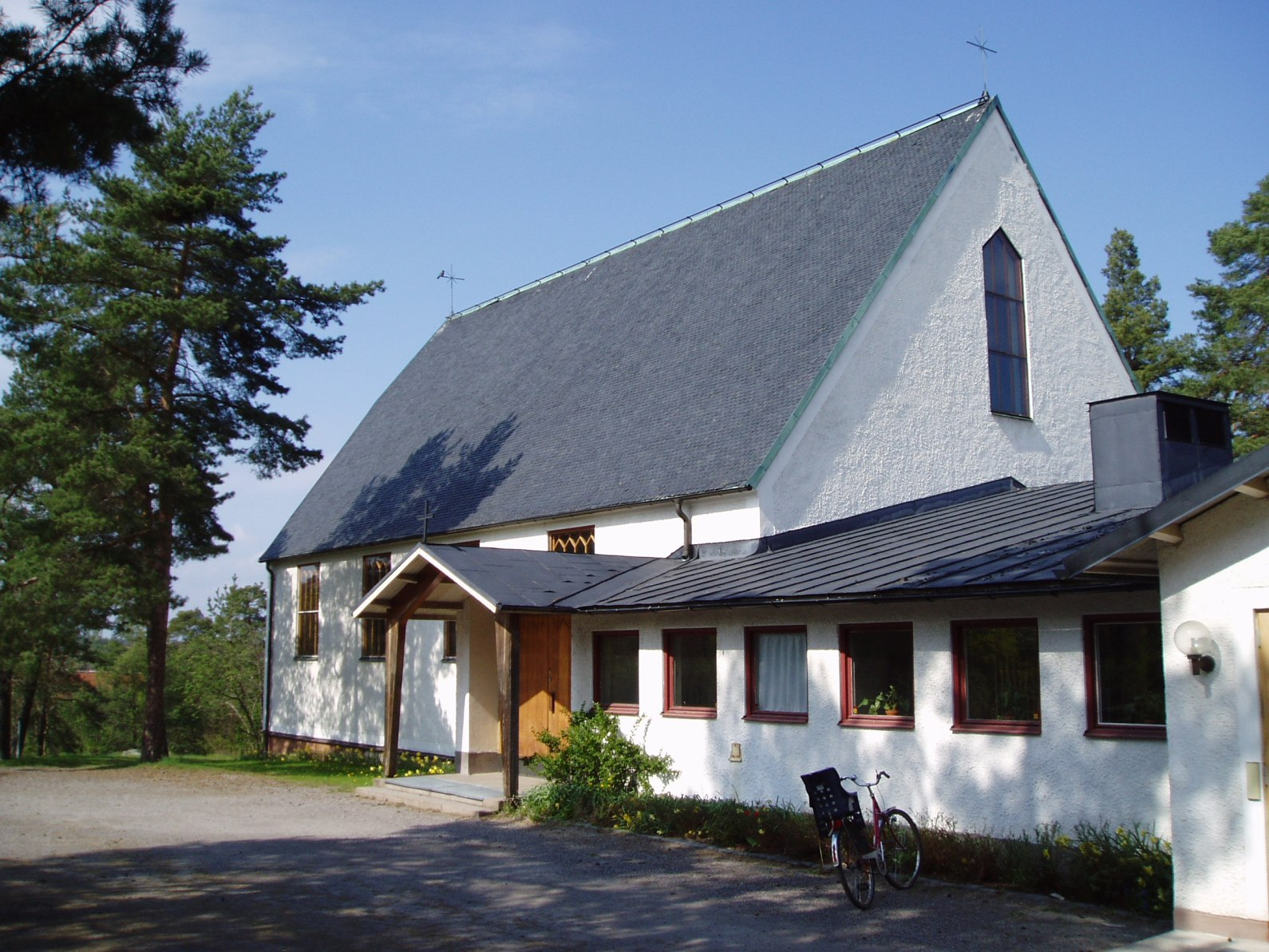
Eglise d'Abrahamsberg, 1955.
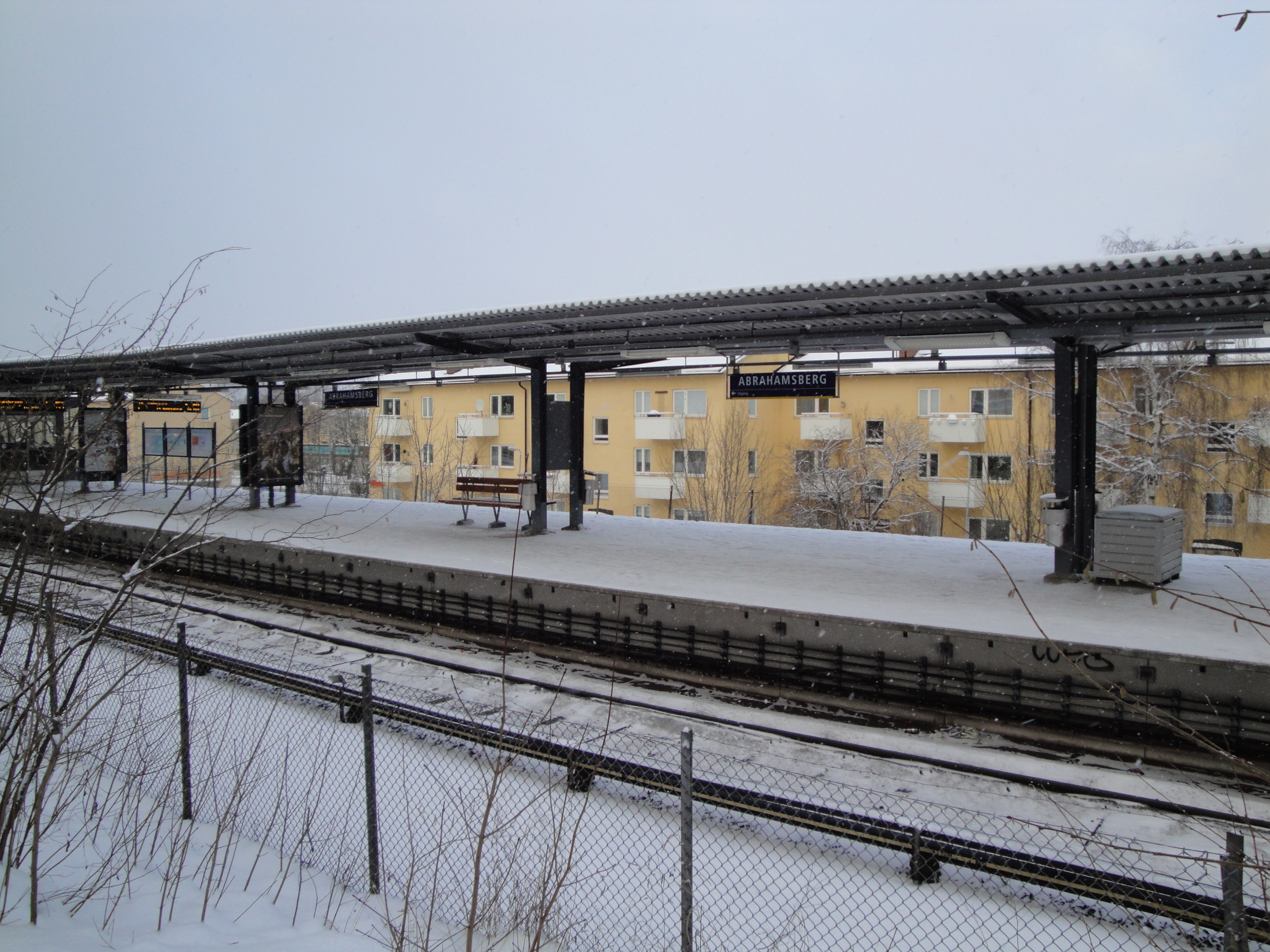
Station Abrahamsberg.